# Charles Simic

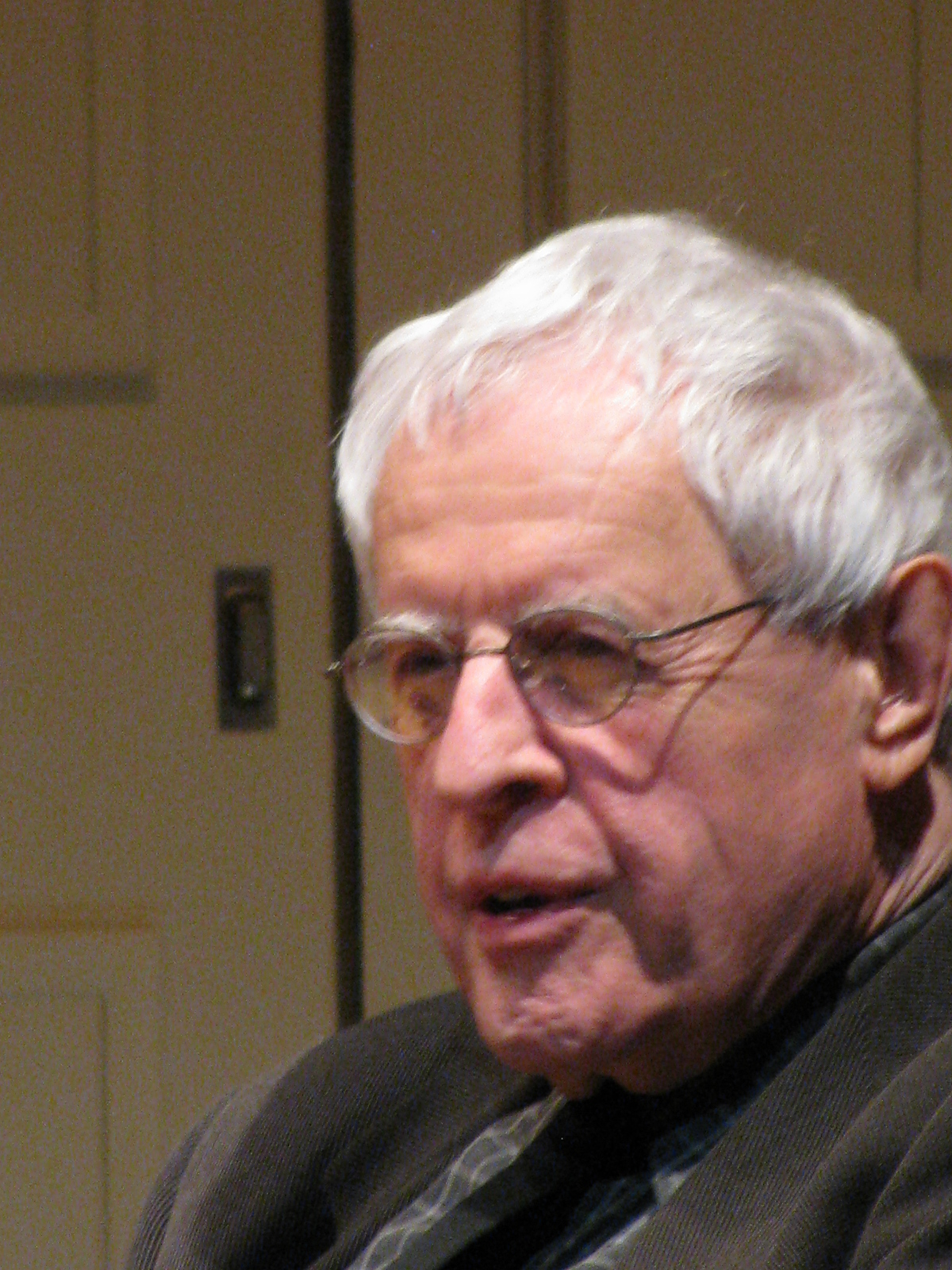
Lesung in der Library of Congress „Abschließend: Ein Gespräch mit einem Poetenpreisträger“ 2015

Charles Simic (IPA: [ˈtʃ͡ɑːɻlz ˈsimitɕ͡]; * 9. Mai 1938 in Belgrad, Königreich Jugoslawien, als Dušan Simić; † 9. Januar 2023 in Dover, New Hampshire, Vereinigte Staaten) war ein US-amerikanischer Dichter, Essayist, Übersetzer und der 15. Poeta laureatus der USA.

## Leben und Wirken
1953 emigrierte seine Familie aus dem kommunistischen Jugoslawien nach Chicago. Er studierte an der New York University. Simic unterrichtete mehr als 30 Jahre lang als Professor für Amerikanische Literatur und Kreatives Schreiben an der University of New Hampshire. Er schrieb Gedichte und Essays für The New York Review of Books. Zudem war Charles Simic Übersetzer zahlreicher Werke aus den Ländern des früheren Jugoslawiens ins Amerikanische. Ins Deutsche wurde vor allem seine Lyrik übersetzt, etwa von Hans Magnus Enzensberger, Jan Wagner, Rainer G. Schmidt und Michael Krüger in der Auswahl Grübelei im Rinnstein. Dem zuletzt (2022) erschienenen Band Im Dunkeln gekritzelt (Übertragungen von Michael Krüger und Wiebke Meier) liegen Gedichte aus den Bänden Scribbled in the Dark (2017) und Come Closer and Listen (2019) zugrunde.
Er schrieb zahlreiche Essays zu den Jugoslawienkriegen sowie zur Lage in Serbien und im Kosovo. Sein am 3. April 2008 veröffentlichter Essay zu den politischen und geschichtlichen Hintergründen der Anerkennung des Kosovos durch die USA in The New York Review of Books brachte eine polemische Diskussion hervor, an der an den Ereignissen im ehemaligen Jugoslawien beteiligte hochrangige westliche Diplomaten und Historiker teilnahmen.
Simic starb im Januar 2023 im Alter von 84 Jahren an den Komplikationen einer Demenzerkrankung.

## Auszeichnungen
- MacArthur Fellowship (1984)
- Pulitzer-Preis für die Gedichtsammlung The World Doesn’t End (1990)
- Aufnahme in die American Academy of Arts and Letters (1995)
- Aufnahme in die American Academy of Arts and Sciences (2002)
- Horst-Bienek-Preis für Lyrik (2003)
- Griffin Poetry Prize (2005)
- Poeta laureatus (2007)
- Wallace Stevens Award (2007)
- Frost Medal (2011)
- Zbigniew-Herbert-Literaturpreis (2014)[4]
- „Ehrengast“ des Premio Laudomia Bonanni (2015)[5]

## Werke
- What the Grass Says. 1967.
- Somewhere Among Us A Stone Is Taking Notes. 1969.
- Dismantling The Silence. 1971.
- White. 1972.
- Return To A Place Lit By A Glass Of Milk. 1974.
- Charon’s Cosmology. 1977.
- School For Dark Thoughts. 1978.
- Classic Ballroom Dances. 1980.
- Austerities. 1982.
- Unending Blues. 1986.
- The World Doesn’t End: Prose Poems. 1990.
- The Book of Gods and Devils. 1990.
- Hotel Insomnia. 1992.
- Dime-Store Alchemy: The Art of Joseph Cornell. 1993.
- A Wedding in Hell. 1994.
- Walking the Black Cat. 1996.
- Jackstraws. 1999.
- A Fly in the Soup: Memoirs. 2000.
- Night Picnic: Poems. 2001.
- The Voice at 3:00 A.M.: Selected Late and New Poems. 2003.
- Selected Poems: 1963–2003. 2004.
- Monkey Around. 2006.
- My Noiseless Entourage: Poems. 2005.

### Übersetzungen seiner Werke (Auswahl)
- Ein Buch von Göttern und Teufeln. Gedichte. Übersetzt von Hans Magnus Enzensberger. Hanser, München/Wien 1993, ISBN 3-446-17557-1 (141 S.).
- Die Fliege in der Suppe. Übersetzt von Rudolf von Bitter. Hanser, München/Wien 1997, ISBN 3-446-18956-4 (165 S.; Autobiographie 1938–1954); auch als (= Fischer Taschenbuch. Band 14173). Fischer-Taschenbuch-Verlag, Frankfurt am Main 1999, ISBN 3-596-14173-7 (165 S.).
- Medici Groschengrab. Die Kunst des Joseph Cornell. Übersetzt von Klaus Martens. Hanser, München/Wien 1999, ISBN 3-446-19663-3 (87 S.).
- Grübelei im Rinnstein. Ausgewählte Gedichte. Übersetzt von Hans Magnus Enzensberger u. a., Hanser, München/Wien 2000, ISBN 3-446-19928-4 (132 S.).
- Mein lautloses Gefolge. Aus dem Amerikanischen von Wiebke Meier (= Edition Lyrik Kabinett. Band 3). Hanser, München/Wien 2006, ISBN 3-446-20772-4 (117 S.).
- Die Wahrnehmung des Dichters. Über Poesie und Wirklichkeit. Ausgewählt und übersetzt von Thomas Poiss. Hanser, München 2007, ISBN 978-3-446-20679-3 (255 S.).
- Picknick in der Nacht. Gedichte 1962–2015. Übersetzt von Wiebke Meier. Carl Hanser Verlag, München 2016, ISBN 978-3-446-24724-6 (267 S.).
- Im Dunkeln gekritzelt. Gedichte. Übersetzt von Michael Krüger und Wiebke Meier. Hanser, München 2022, ISBN 978-3-446-27410-5 (161 S.).